# الدوري السعودي تحت 20 سنة لكرة القدم لأندية الدرجة الممتازة
بطولة الدوري السعودي تحت 20 سنة لكرة القدم  هي بطولة كرة قدم للأندية ينظمها الاتحاد العربي السعودي لكرة القدم و هي بطولة تحدد الفئة السنية للاعبين بتحت 20 عامًا وتلعب البطولة بنظام النقاط عن طريق دورين (ذهاب و إياب) ويحرز اللقب الفريق صاحب المركز الأول اللذي أحرز أكثر عدد من النقاط و يهبط آخر فريقين في جدول الترتيب لدوري المناطق ، انطلقت أول بطولة موسم 1973 - 1974 .